# Drita Agolli
Drita Agolli (ur. 2 czerwca 1927 w Maqellare, zm. 1 listopada 2017 w Tiranie) – albańska reżyserka i aktorka teatralna. 

## Życiorys
Córka Ismaila Strazimiriego. Po ukończeniu trzech klas gimnazjum państwowego w Tiranie, zaangażowała się w działalność w ruchu oporu. W 1944 była delegatką z Dibry na I Kongres Kobiet Antyfaszystowskich.
Po zakończeniu wojny zajmowała się projektowaniem wystroju wnętrz w budynku parlamentu albańskiego. Zadebiutowała na scenie teatralnej jako amatorka w 1950 r. rolą Mariel w propagandowej sztuce Głos Ameryki Borisa Ławrieniowa, u boku Mihala Popiego i Marii Logoreci. W 1954 wyjechała na studia scenograficzne do Instytutu Sztuk Pięknych w Bukareszcie. Studia w Państwowym Instytucie Sztuk Dramatycznych w Moskwie zakończyła dyplomem reżysera teatralnego w 1960. Była pierwszą Albanką, która ukończyła studia z tego zakresu.
Po powrocie do kraju poświęciła się reżyserii dramatu, od 1963 współpracując z Teatrem Ludowym, a także Teatrem Opery i Baletu, sporadycznie występując w reżyserowanych przez siebie sztukach. Wielokrotnie wyjeżdżała do mniejszych ośrodków pomagając przy uruchamiania scen w mniejszych miastach. Od 1965 prowadziła wykłady dla studentów w Wyższej Szkole Aktorskiej im. Aleksandra Moisiu, a następnie w Katedrze Dramatu Instytutu Sztuk w Tiranie. W 1974 stanęła na czele Katedry Dramatu.
Zajmowała się krytyką pisząc recenzje sztuk teatralnych do czasopism codziennych, w 1997 wydała pamiętniki (I paemri), opisując w nich początki swojej przygody z teatrem. W 1985 została uhonorowana przez władze albańskie tytułem Zasłużonego Artysty (alb. Artist i Merituar), a w 2001 tytułem Wielkiego Mistrza (alb. Mjeshtër i Madh).